# Os Mistérios da Casa Azul
Os mistérios da casa azul é um romance de Helena Sebba, que conta a história de um garoto cego que sonha em ser herói e salvar a cidade descobrindo os mistérios comentados pelos habitantes de seu município que ocorre numa estranha casa redecorada, azul e completa por janelas e portas.

## Sinopse
Uma história que nos leva a conhecer Henrique, um garoto cego que era muito inteligente e sensível, mas egoísta, desejava ser o primeiro herói de sua cidade. Do enredo, participam sua família e diversos habitantes de Vila Manacá, numa trama envolvendo drogas; 
K7